# Galisancho
Galisancho – gmina w Hiszpanii, w prowincji Salamanka, w Kastylii i León, o powierzchni 22,85 km². W 2011 roku gmina liczyła 428 mieszkańców.